# Hippotion commatum
Hippotion commatum là một loài bướm đêm thuộc họ Sphingidae, chi Hippotion.